# Szeroki Piarg

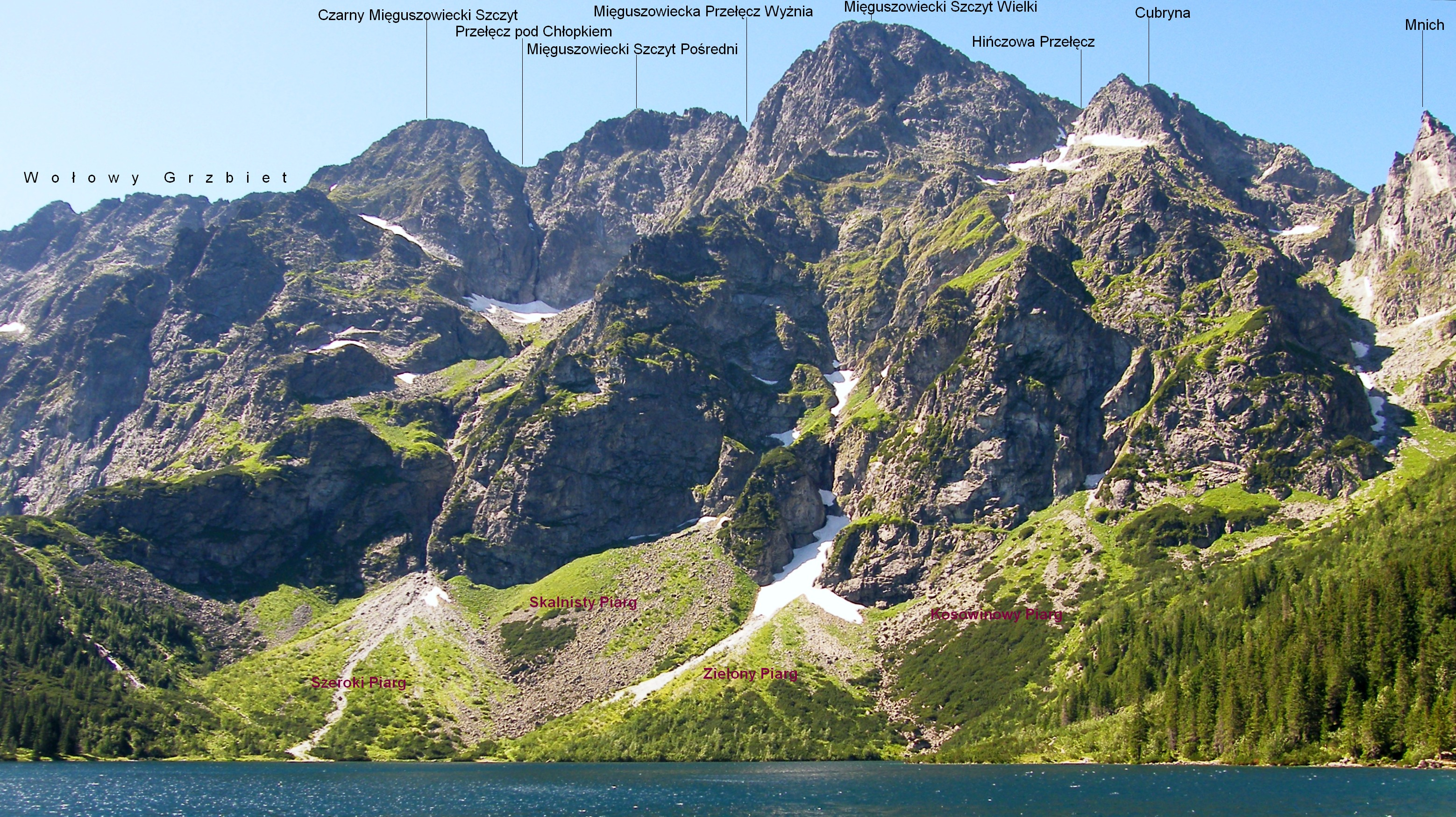
Szeroki Piarg wśród podpisanych obiektów

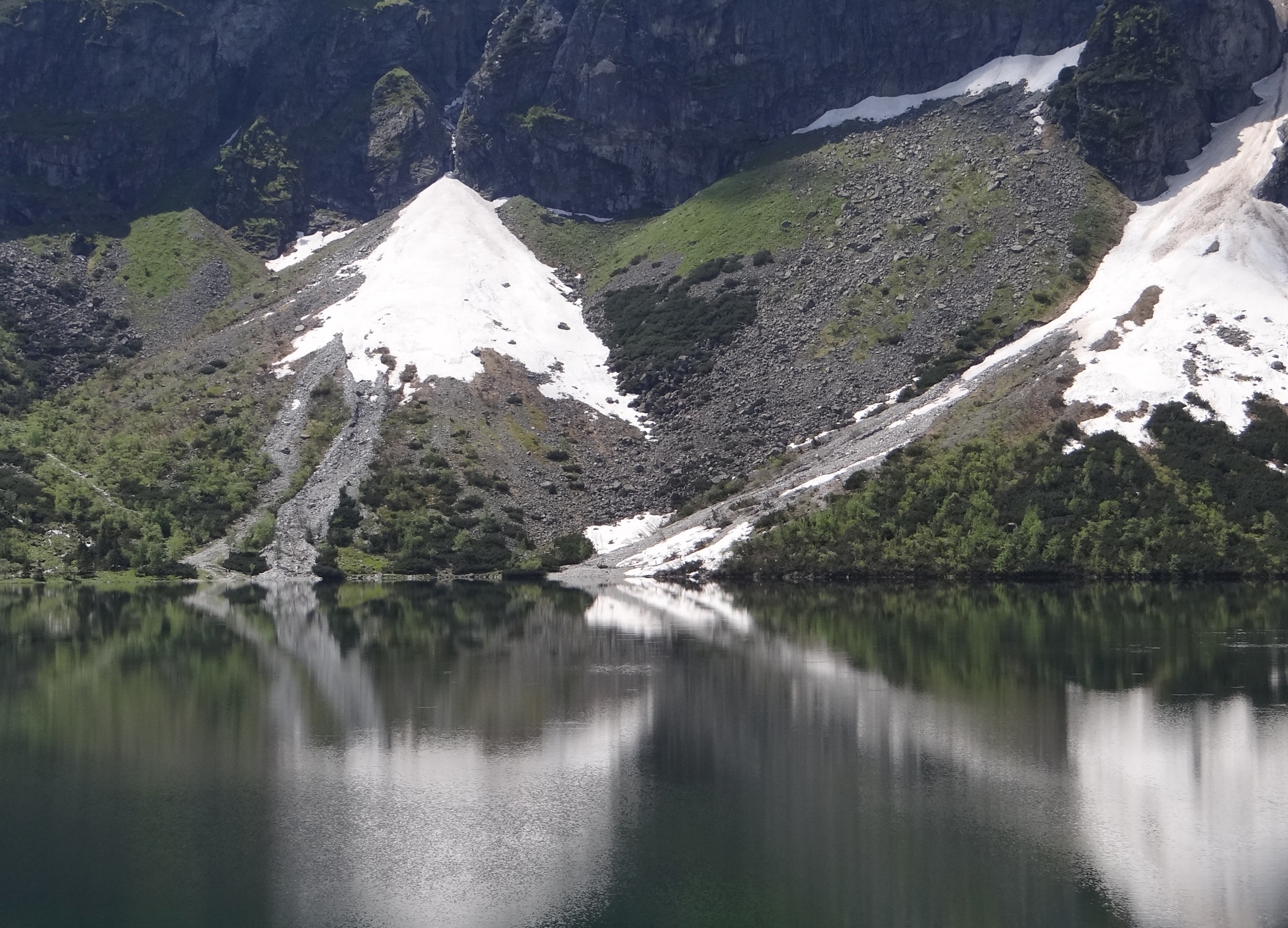
Zaśnieżony Szeroki Piarg po lewej stronie

Szeroki Piarg (słow.  Široké sučovisko pod Mlynčekom na mäso) – wielki stożek piargowy nad południowym brzegiem Morskiego Oka w Tatrach Polskich. Zaczyna się pod progiem Czarnego Stawu pod Rysami i jest najbardziej na wschód wysunięty z czterech wielkich stożków piargowych nad południowym brzegiem Morskiego Oka. Piargi te, obejmowane wspólną nazwą Wielki Piarg mają wysokość do 200 m i utworzone są z materiału skalnego znoszonego żlebami ze szczytów grani głównej wznoszących się nad Morskim Okiem.
Szeroki Piarg ma szerokość około 200 m w podstawie i długość około 400 m. Jego podstawa jest mniejsza od długości, gdyż częściowo jest  wspólna z sąsiednim Skalnistym Piargiem. Szeroki Piarg powstał u wylotu tzw. Maszynki do Mięsa. Utworzony został, i nadal powiększa się z materiału znoszonego z Bańdziocha przez lawiny kamienne i śnieżne. Z tego obszaru nad Morskim Okiem lawiny są najczęstsze i największe, wskutek czego piarg ten powiększa się najszybciej. W obrębie piargu można zauważyć naturalną selekcję materiału skalnego. Największe skalne głazy znajdują się na dole, najdrobniejsze okruchy na szczycie stożka piargowego. Dolną, najbardziej stabilną część piargu zaczyna zarastać kosodrzewina, środkową trawki, a najwyższa, najbardziej czynna część piargu to goły materiał skalny.
Przez Szeroki Piarg prowadzi ścieżka taternicka do podnóży ściany zwanej Czołówką Mięguszowieckiego Szczytu Wielkiego. Po lewej stronie (patrząc od dołu)Szerokiego Piargu znajduje się jeszcze niewielki piarg powstający pod progiem Czarnego Stawu.

## Szlaki turystyczne
Przez podstawę Wielkiego Piargu prowadzi czerwony szlak turystyczny okrążający Morskie Oko.
 dookoła Morskiego Oka. Czas przejścia 35 min